# 路地

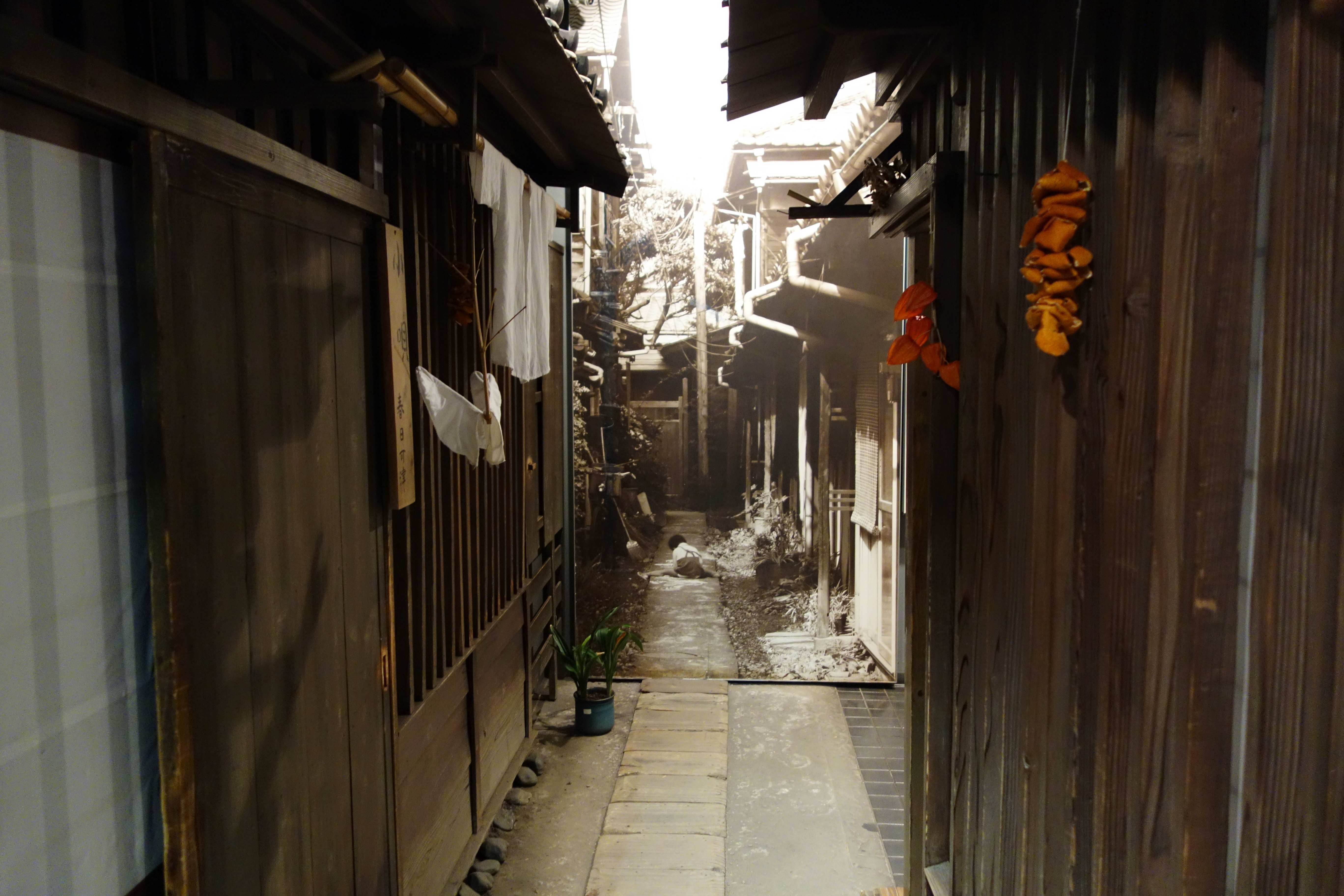
路地。東京上野の下町風俗資料館。

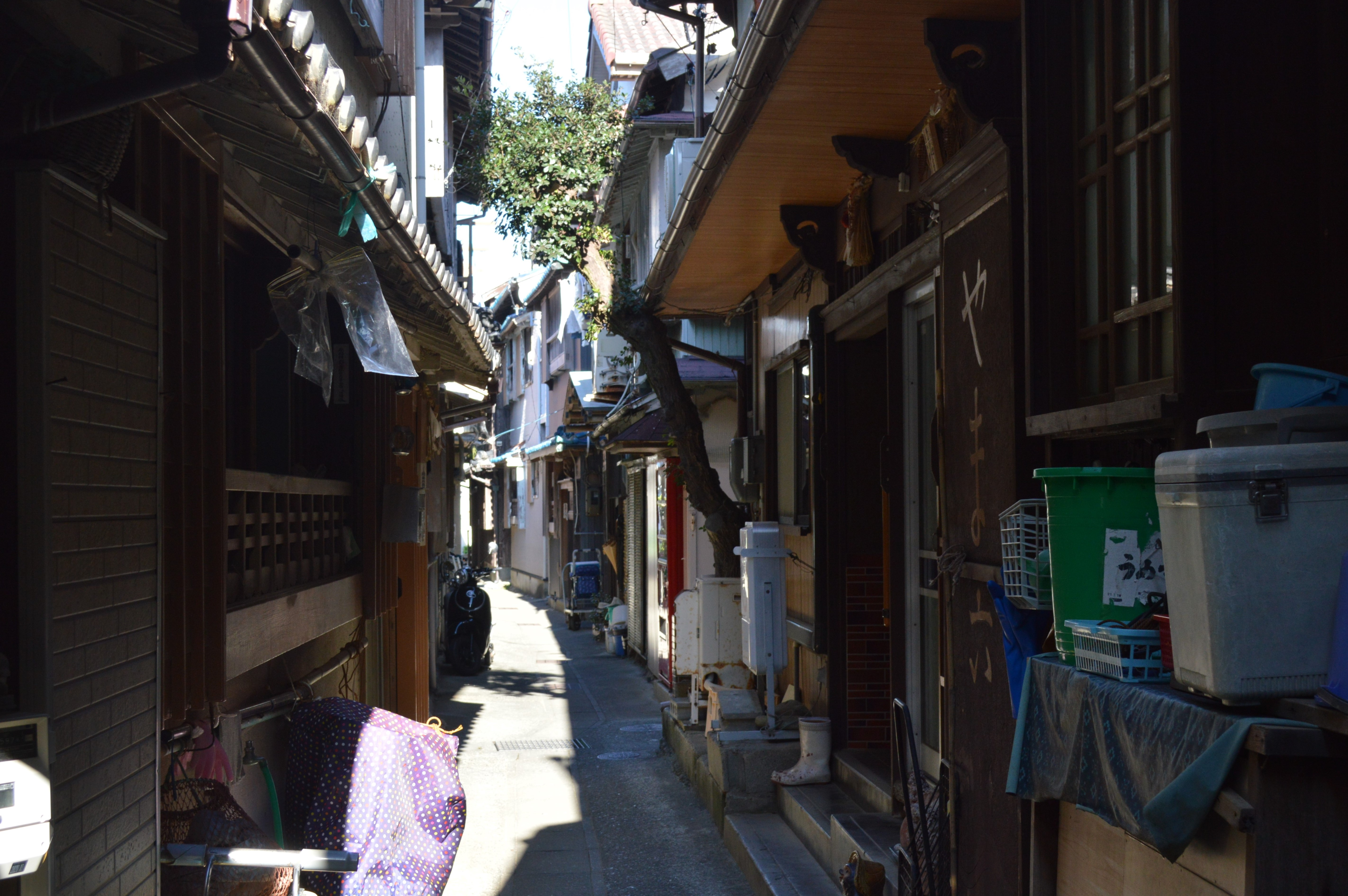
三重県答志島の路地

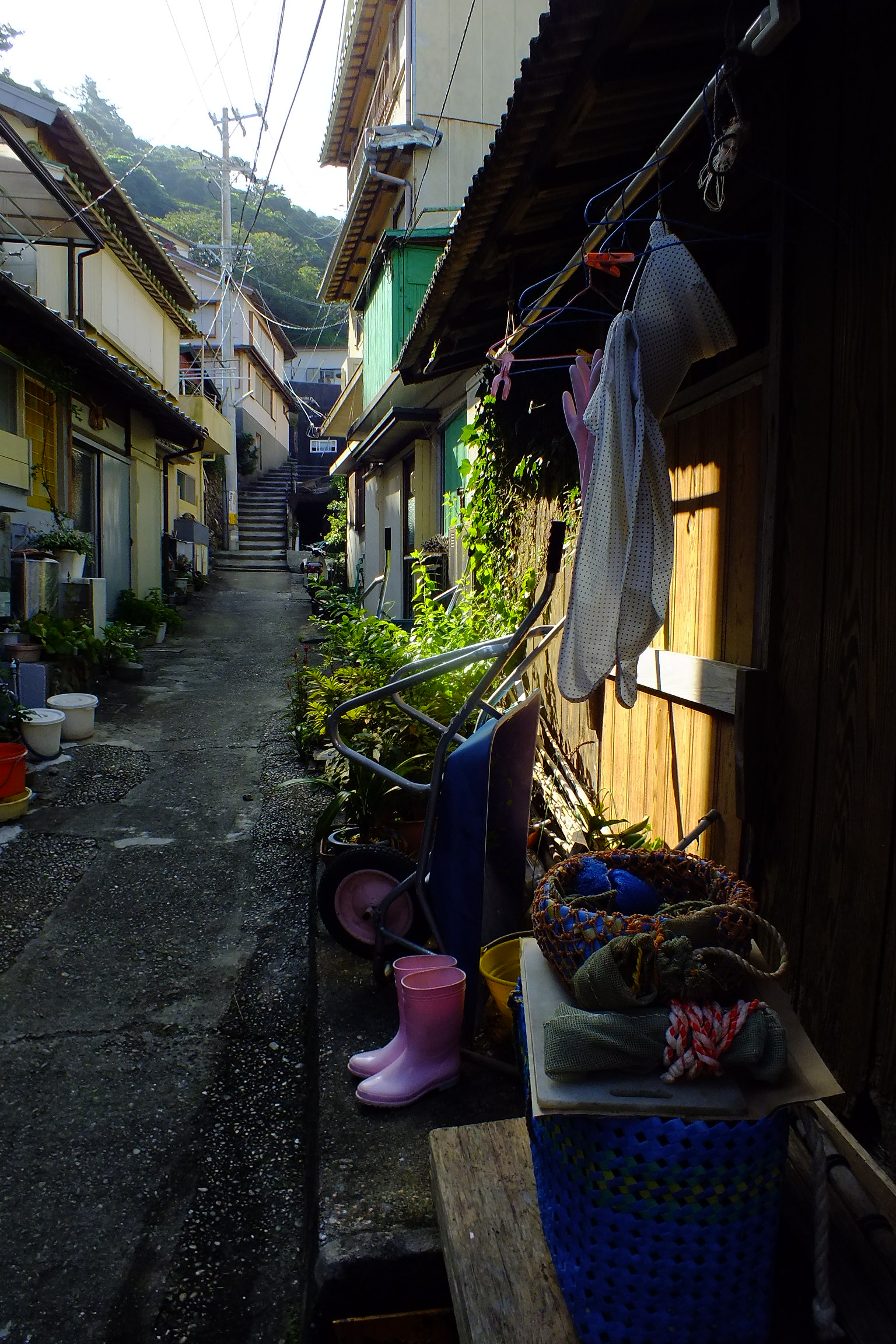
神島の路地

路地（ろじ）は主に、家と家に挟まれた細い通路。
京都や滋賀などでは「ろおじ」と発音する（ただし路地裏は「ろおじうら」とは言わない）。
なお、路地のことを京都では小路（こうじ）大阪では小路（しょうじ）伊勢地方では世古と呼んでいる

## 概要
家屋と家屋の間に挟まれた細い通路である。表通りではないことは「横丁」と似ているが、路地のほうは横丁よりも更に狭く、隣接する建物の関係者以外はほとんど利用しない細い通路である。路地は「幅が何メートル以下であれば路地」などと定義できるものではなく、周囲の建物との関係性、周囲の住民のプライベートな場となっていることで路地となっている。
路地は西洋の中庭（パティオ）に似た空間である。路地に面する家の住民以外には心理的な敷居が高くて、まるで他人の庭に入るような感じで入りづらく、住民にとってはくつろぎの場となっている。子供にとっては自由に遊べる私的な空間である。路地は周囲の家の人々が温かい人間関係を育むコミュニティ空間として機能する。日本の都市は、西欧の都市で成熟した広場や中庭を持たなかった代わりに、多目的空間の路地があり、これが西欧の広場や中庭の役割を充分に果たしていた。路地には地蔵や祠など共同体や先祖の記憶が刻まれたものも残る。
家屋の軒が突き出し、家屋の延長、私有地の延長のように扱われることが多く、植木鉢、生活道具、仕事道具など周囲の住民の私財が置かれたり洗濯物が干されるなど住民の生活空間として活用されることが多い。
都市の下町や漁村集落など古くから家屋があり密集している地区に多い。
江戸の庶民が暮らす裏長屋には路地があった。#歴史
江戸・東京の路地と京都の小路の役割は異なる。京都の小路は賑わいを作り出す場だが、江戸の路地、特に江戸町人地の路地はそのような賑わいを作り出す場ではなく、その機能を担ったのは表通りだけだった。
海外だと路地は旧市街などと呼ばれる地区や漁師の多い地区などに多い。

## ギャラリー、日本の路地

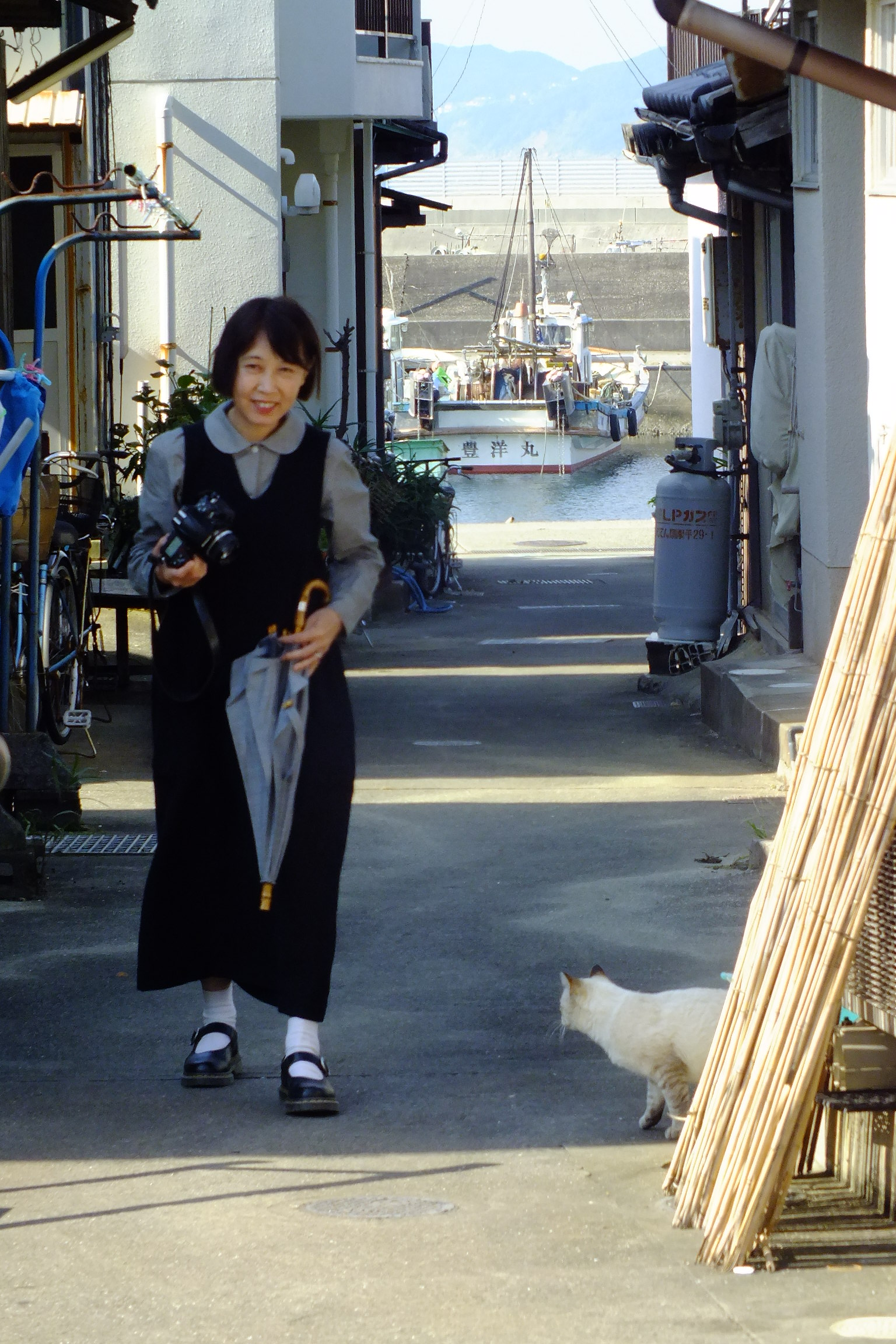
兵庫県の沼島の路地。路地の向こうに漁港が見える。
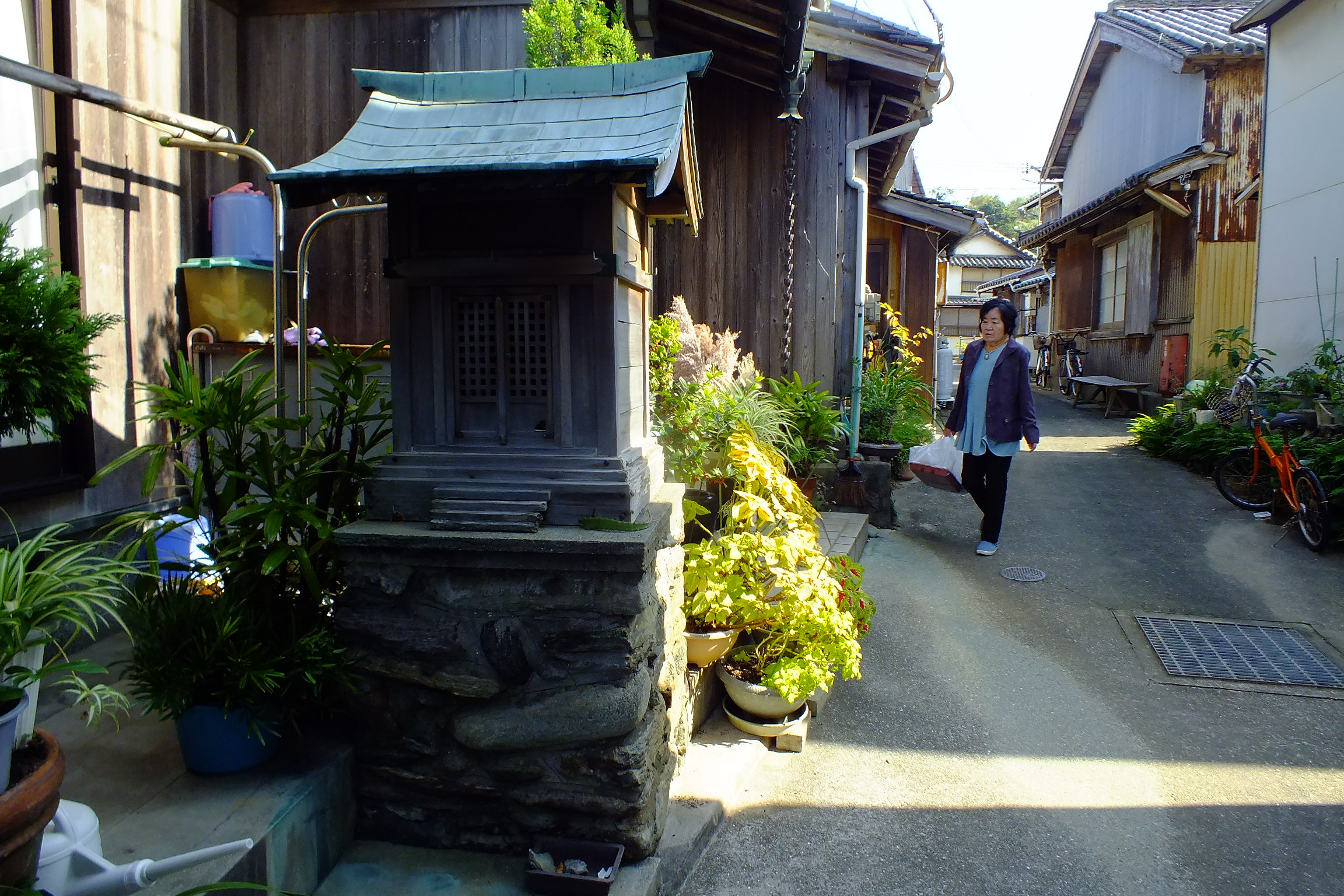
沼島の路地と地蔵
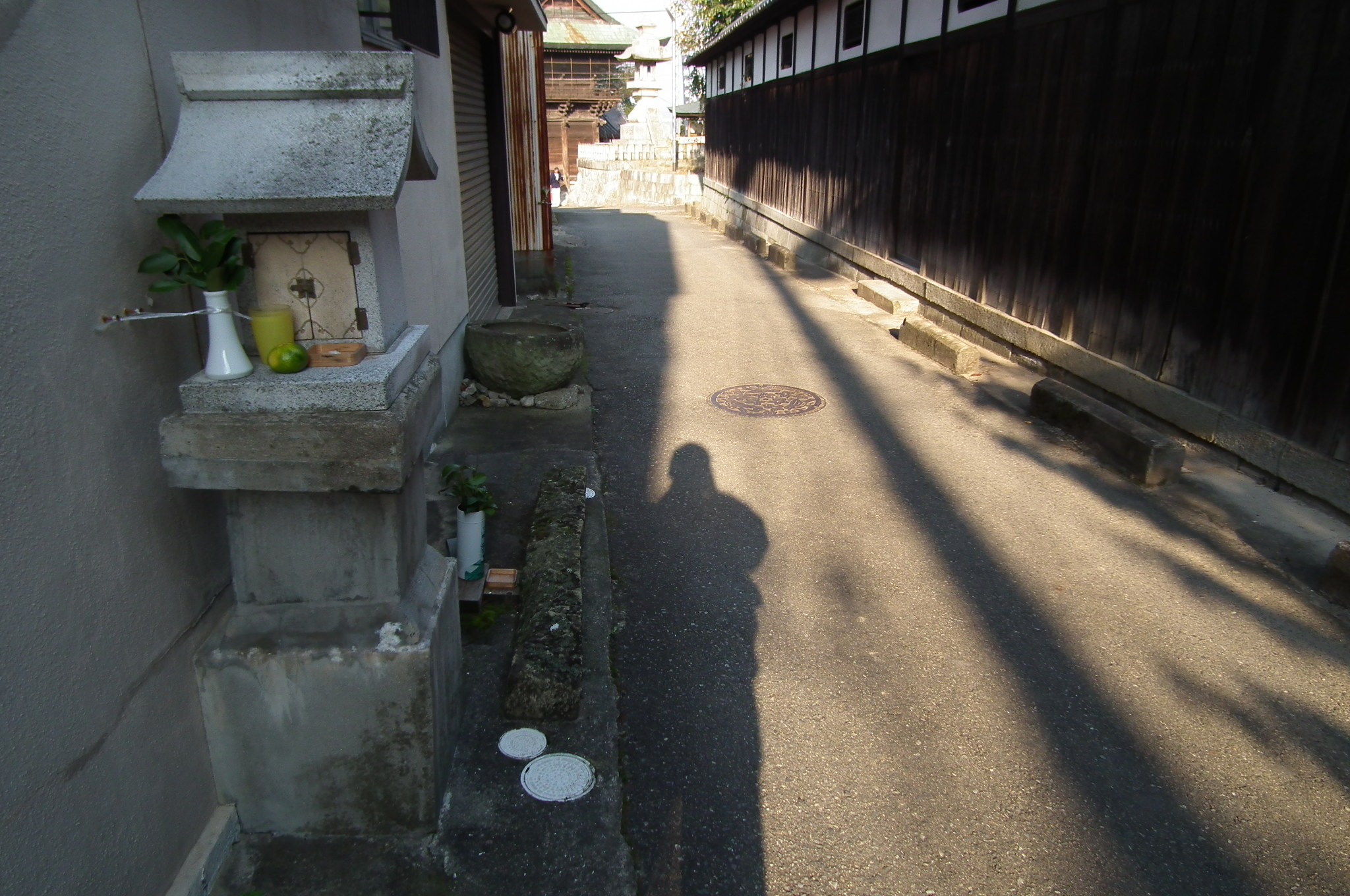
兵庫県加東市の路地と祠
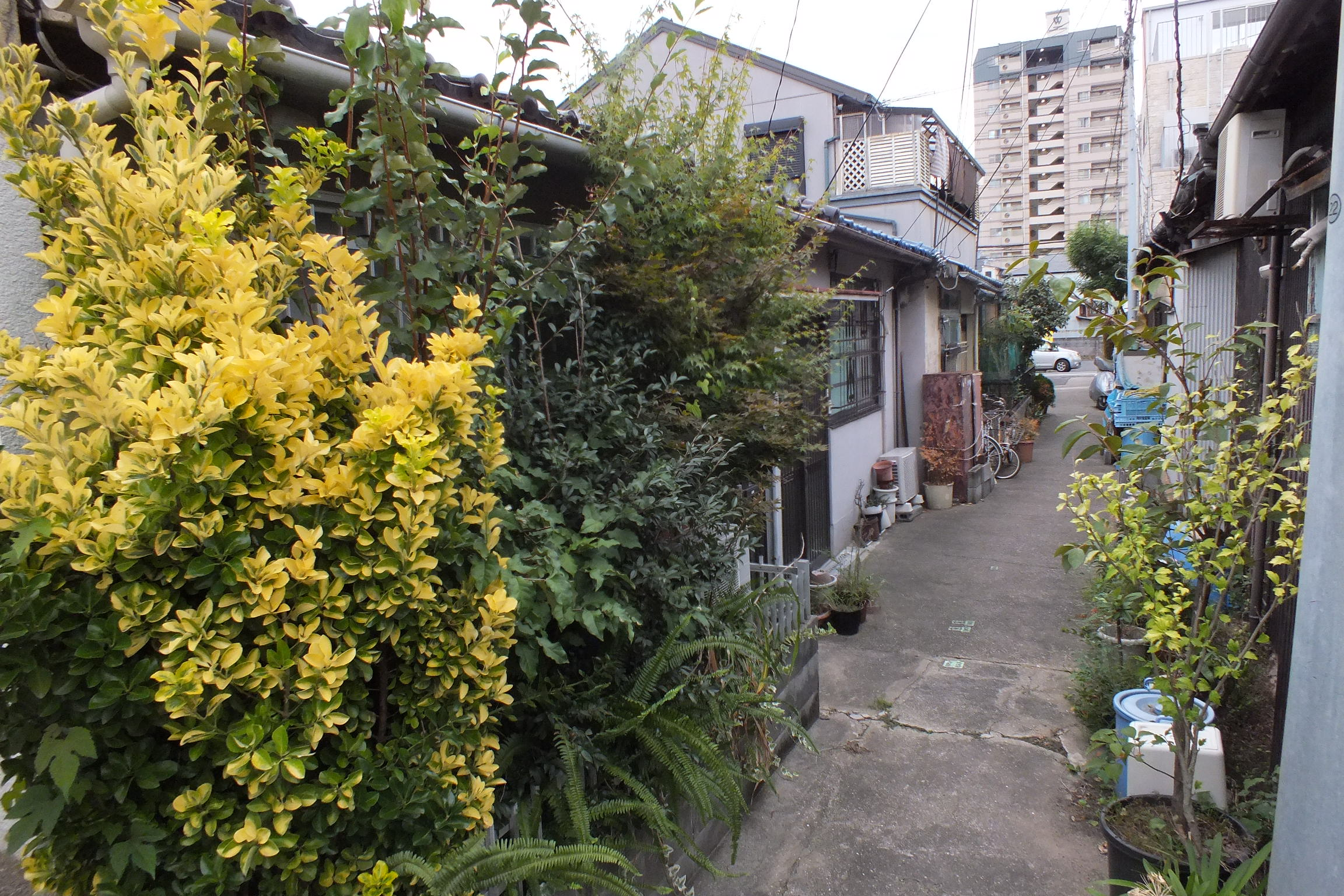
長田区の路地
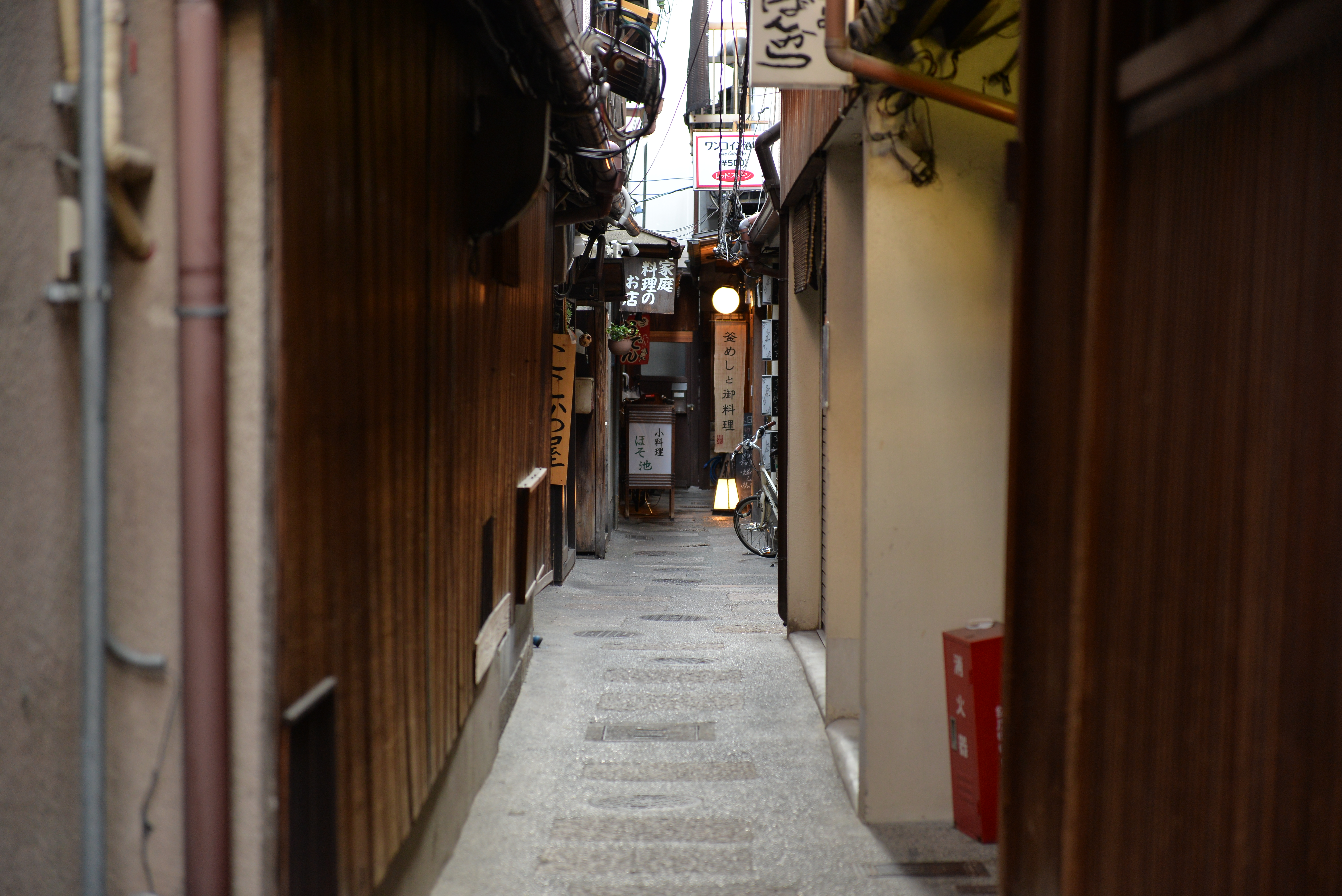
京都祇園の路地
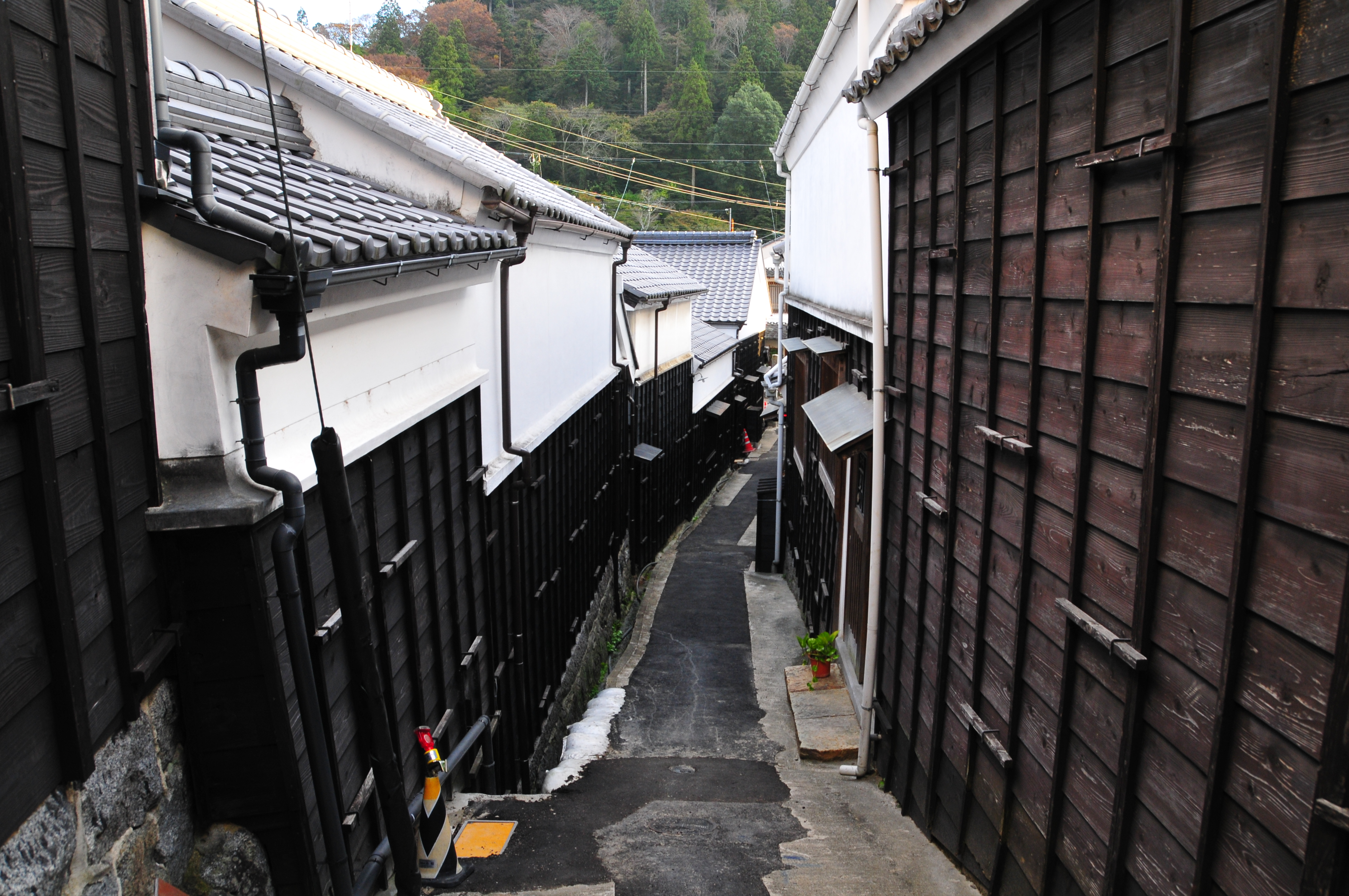
愛知県豊田市足助の路地。重要伝統的建造物群保存地区選定
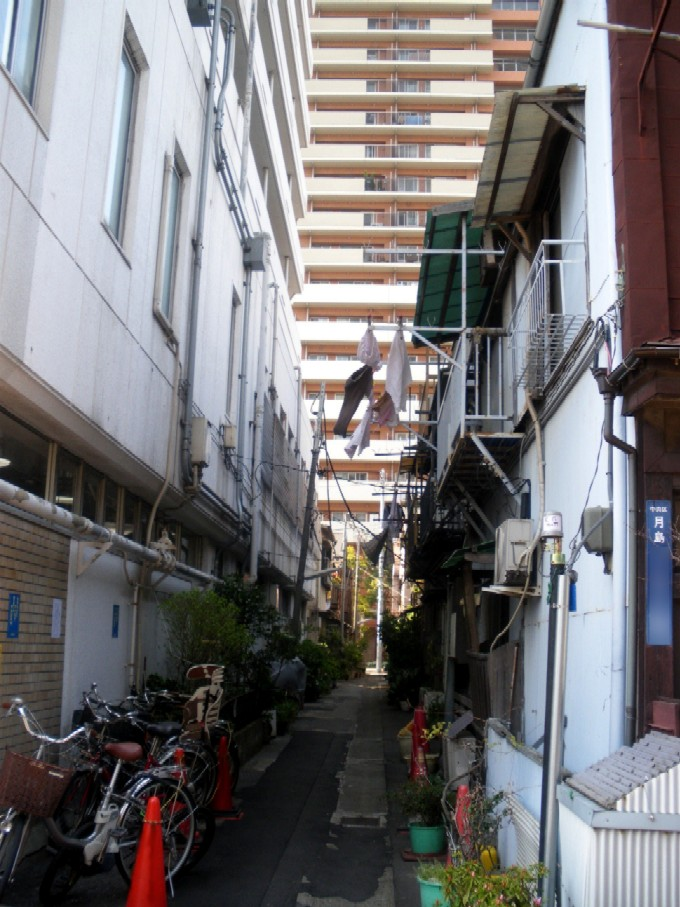
東京月島の路地

## 歴史

### 江戸の町人地の路地と裏長屋

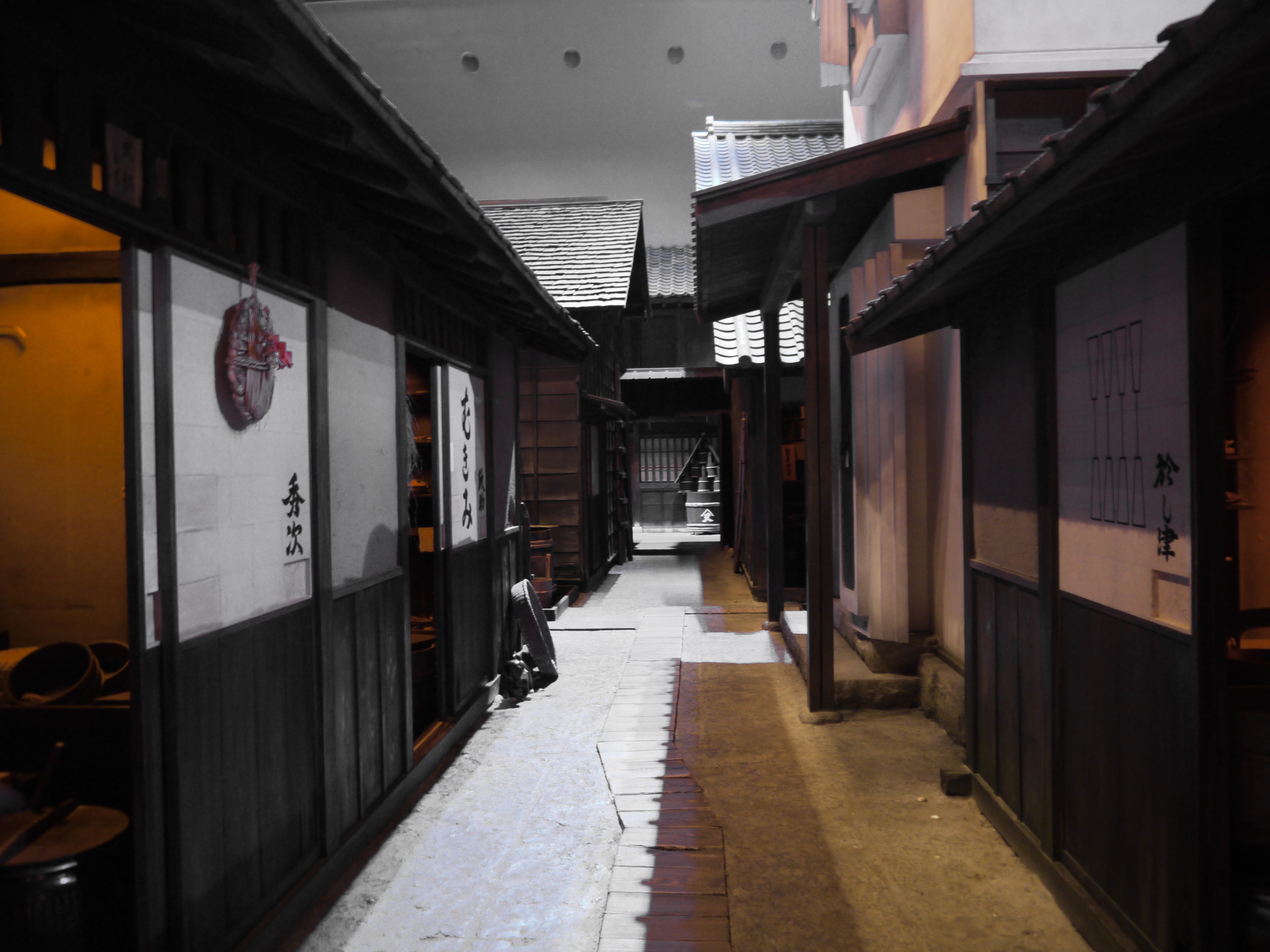
天保年間頃の江戸深川佐賀町の裏長屋の路地の再現展示。深川江戸資料館

江戸のほとんどは武家屋敷で占められていて、狭い町人地の人口は武士とほぼ同数で人口密度が高かった。町人地には、町屋敷を所有する地主層、表通りの土地を借りる地借層、路地に面した裏長屋に住む店借層がいて、裏長屋には職人、行商人、商店に勤める奉公人など江戸の庶民が暮らしており、江戸の総人口の5割、江戸の町民の7割は裏長屋で暮らしていたと言われる。
路地の両脇に並んでいる平屋建ての裏長屋は裏店と呼ばれ、そこには店子、現代で言うところの借家人が住んで家賃を日払いなどで払っていて、職人、商家の奉公人、棒手振りなどの行商人、日雇い人夫、貧しい農村で食えなくなって江戸に流入した元小百姓、最下層の貧しい武士などが暮らしていた。
路地の入口は表通りに面して並ぶ商家と商家の間にあった。『熈代勝覧』にも長屋の路地の入口が複数、はっきりと描かれている。表通りから路地に入る入口には路地木戸（長屋木戸）と呼ばれる、扉のある門が設置されていた。江戸の町は防犯、治安維持のために要所要所や町々の境界に木戸が設置されていた。路地木戸は裏長屋の出入り口にあたり、その扉を閉め錠をかけると出入りができなくなり、その鍵は長屋の大家が持つか、あるいは当番となった者が月番で持ち、その者が路地木戸の開け閉めをし、明六つに開けられ暮六つ（午後6時頃）に閉められた。これは無給で行われた。町木戸のほうは木戸番という手当が支給される者に管理され、暮れ四つ（午後10時頃）に閉められたので、路地木戸と町木戸では管理者も閉める時刻も異っていた。
裏長屋の建物と建物の間の路地の幅は3尺から6尺ほど（0.9メートルから1.8メートルほど）だった。
商家の裏側に入ってすぐの場所あるいは路地の中央などは幅が広くなっており、共同井戸や共同の水道が設置されていた。江戸には水道があり、玉川上水は多摩川の水を、神田上水は井の頭池を水源として、地下に埋設された木製の樋で江戸の町々に水を届けており、井戸同様に桶で汲み上げて使った。共同井戸や共同水道の周囲は調理場や洗濯場として使われ、女たちが集い調理や洗濯をしつつ世間話、噂話をするコミュニティ空間だった。女が集って噂話をすることをからかって井戸端会議と言うのはこれに由来する。井戸端には共同の物干し竿とそれをかけるための柱が設置され、住民は洗濯物を干すことができた。江戸後期には七輪が登場し、井戸端でイワシやサンマも焼かれるようになった。
路地空間は裏長屋の子供たちの遊び場になっていて、女たちは調理や洗濯や噂話をしつつ子供たちを見守った。
広めの空間内の、洗濯物干場と反対側の位置などにゴミ捨場や共同便所も置かれた。当時、共同便所に溜まる排泄物は大切な肥料として農家に買い取られるもので、長屋の大家の重要な収入源であった。
路地の中央には溝板が並べられており、その下には幅が6寸から7寸（18センチメートルから21センチメートル）の小さなどぶが掘られていた。井戸端の水場からの排水も長屋の屋根からの雨水も、このどぶに流れ込んでいた。裏長屋に風呂は無く、庶民は銭湯に通うものだったので、その程度の排水能力で済んだ。

### 江戸の遊郭や芝居街の路地
江戸の新吉原のような遊郭、猿若町の芝居街にも路地があった。新吉原や猿若町のメインの通りは広かったが、そこから派生する裏通りや路地は狭くて迷宮的な路地空間が作り出され、女遊びや芝居見物など目的の場へと向かうプロセスが巧みに演出されていたと考えられる。
遊郭や芝居街は当初は日本橋や木挽町にあったが、明暦の大火（1657年）などがきっかけとなり、吉原のほうは浅草の当時の田圃、すなわち田畑が広がる地帯の中にぽつんと孤立するような形で移転して新吉原として再開し、その入口はひとつだけで、入口の大門をくぐると中央に広い通りがあり、そこから折れ曲がるように裏通りがあり、裏通りは奥で横につながり回遊できるようになっていて、裏通りから派生する形で路地が通され、裏通りや路地には隠れ家に誘うような、魅惑的で怪しげな空間が成立していたと考えられる。新吉原の街路や路地は直線を直角に組み合わせており計画的だが、ここには周到な演出があり、ここを訪れた人々が各人の目的に従い進むにつれ周囲の人影は減り、しっとりとした場に変化してゆく。

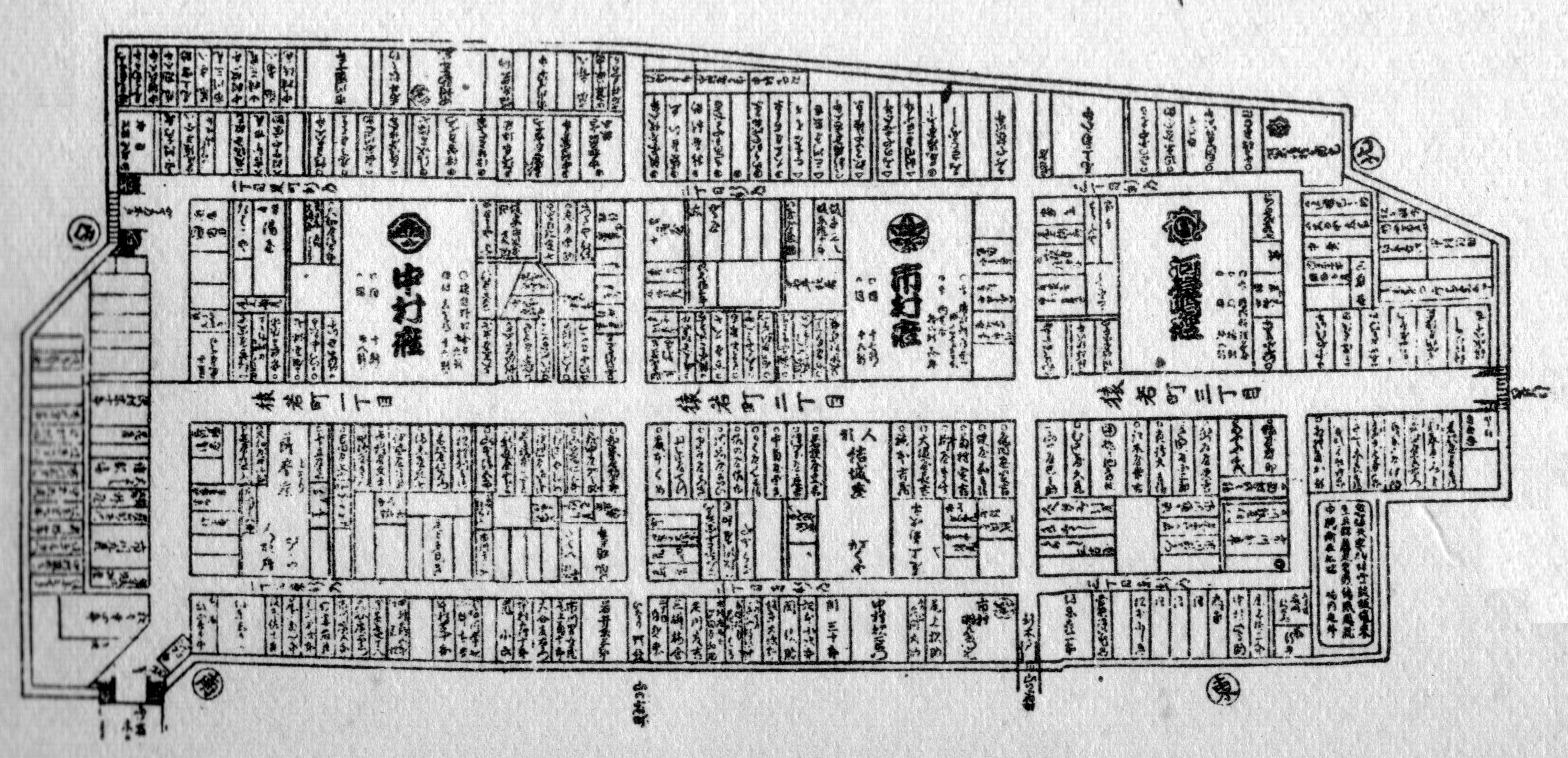
猿若町

芝居小屋のほうは最初、日本橋中橋に中村座が立ち上げられ後に木挽町や日本橋堺町や葺屋町が芝居街として賑わい、天保12年（1841年）に始まる天保の改革の最中に猿若町に強制移転させられたが、面白いことに移転後のこの猿若町の空間システムも新吉原に非常によく似ている。お上（幕府）からすれば周辺から隔離し統制することが重要だったが、これらの街は賑わいを作り出す優れた空間システムとなっていた。

### 江戸日本橋や京橋の路地と現在
江戸日本橋の日本橋川北岸の室町1丁目から本町通りにかけての一帯は魚河岸（魚市場）で、鮮魚や干物を商いする商人の街で、その路地は河岸の物流の場、商いの場に対し直角に通された。日本橋の路地は重要な本町通りや魚河岸に対して直角方向だったので、南北方向に通っていた。これは明治に入っても変わらなかった。だがその後、関東大震災以降の土地区画整理や掘割の埋め立て、なにより魚河岸が築地に移転したことや昭和通りがこの地帯の真ん中を通されたことで町は一変してしまったが、江戸の路地が全部消し去られたわけではなく、一部の路地は江戸時代そのままの位置にちゃっかりと生き残っている。
江戸京橋の南北方向に通る路地も何本か、江戸時代から400年、生き残り続けている。現在ではビルの谷間になり小さな店が連なっており、裏通りから路地に入る角には稲荷が祀られ、稲荷に守られ商売を続ける人たちが毎日の習慣として稲荷に手を合わす光景も見られ、江戸で長屋であった建物が飲食店に変わったにすぎず、江戸にタイムスリップするような感覚を味わうえるかも知れない路地となっている。一部の路地は端の一方がビル化したため袋小路になった。

### 江戸の佃の路地
江戸の佃島は鉄砲州東の干潟を埋め立てた島で、江戸が巨大化し変化しても佃島には昔の面影が残り続け、江戸時代から江戸人が簡単に行ける鄙（田舎）として機能するようになり、その路地も郷愁を感じさせる場所として魅力を維持し続けた。佃島では中央の南北方向に150メートルの道が通り、それに対して短冊状に敷地が割り当てられ、その間に等間隔に路地が通されている。
ギャラリー 江戸の路地の現在

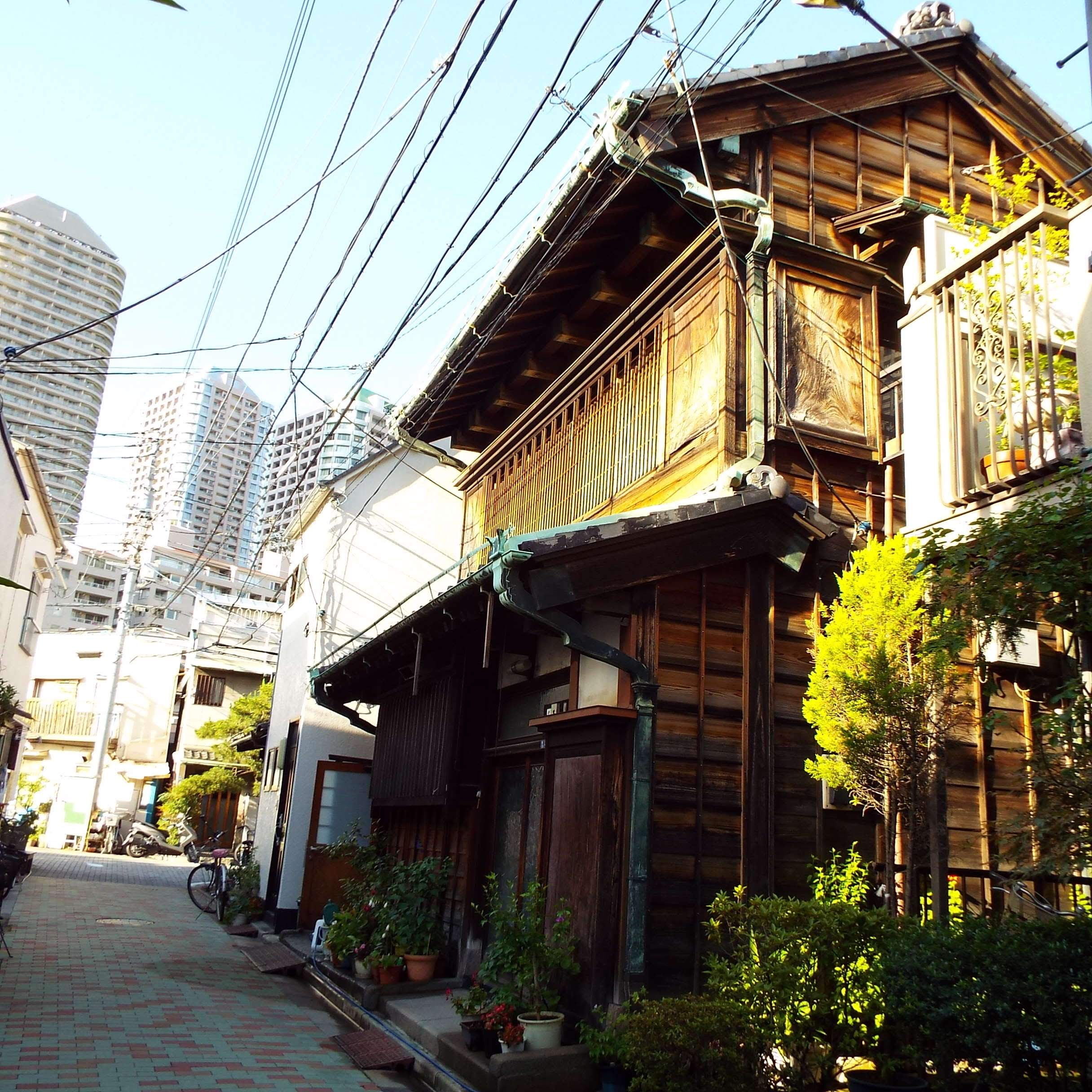
佃
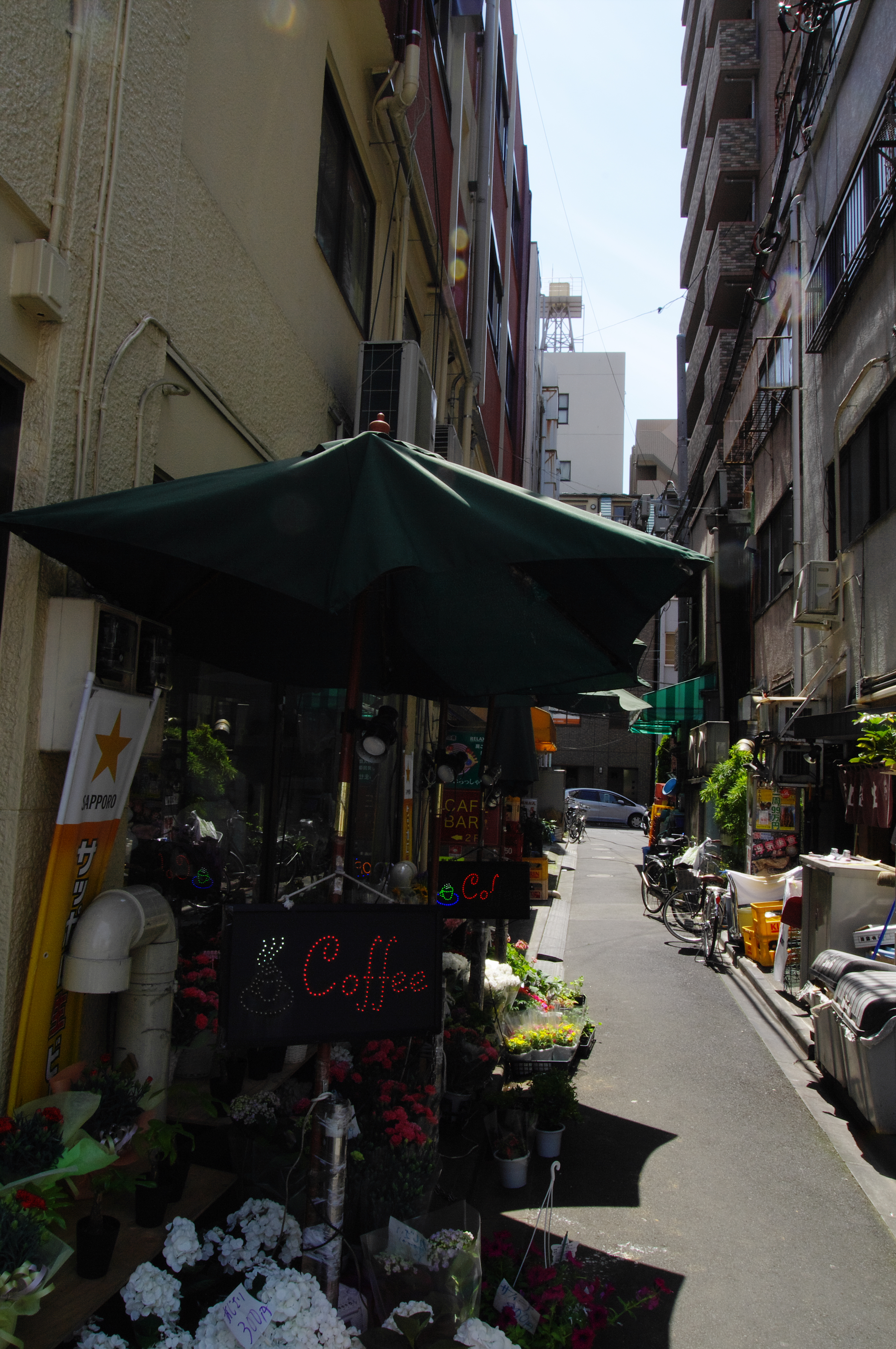
浅草人形町路地
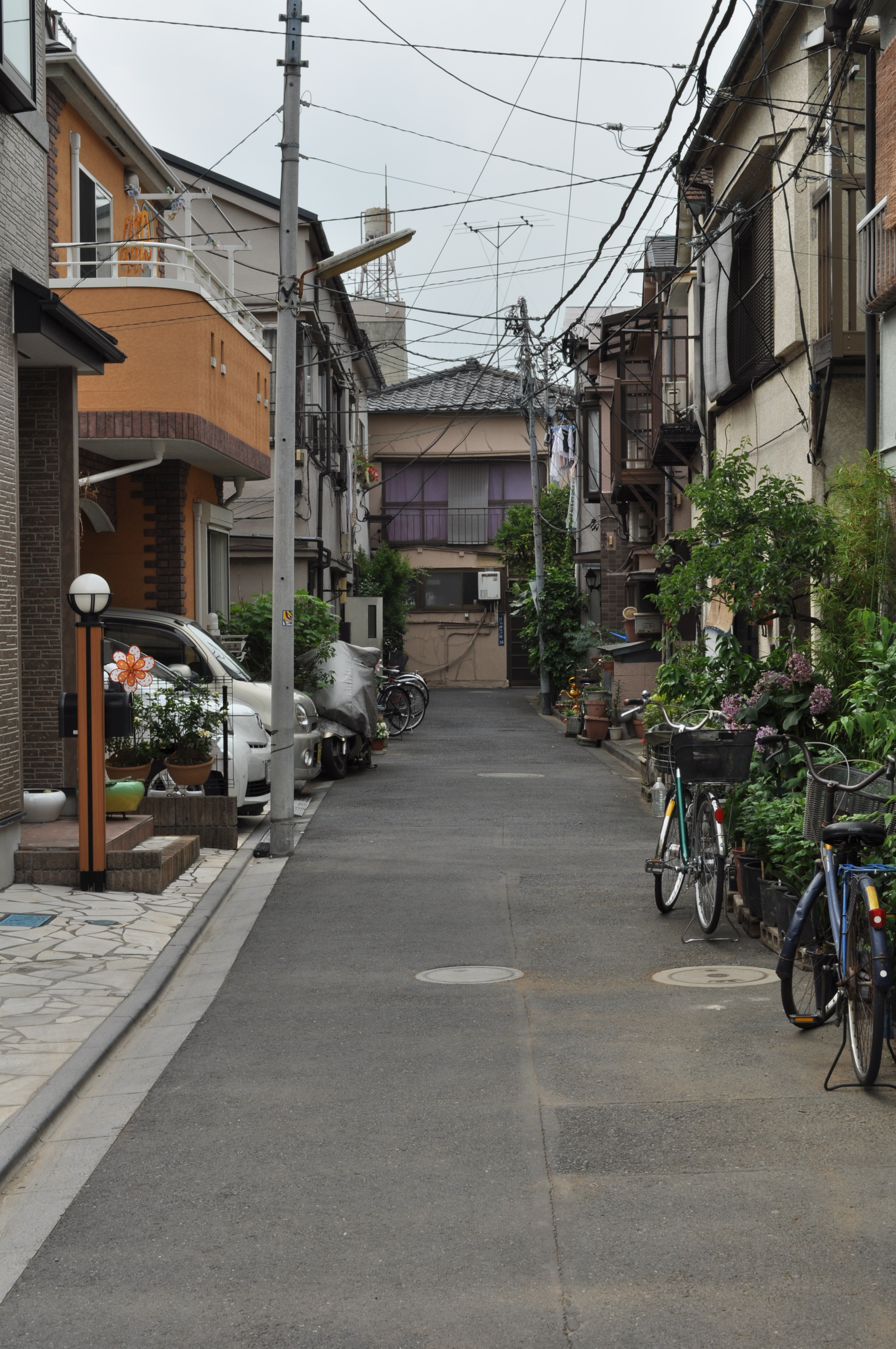
吉原界隈の路地

## ギャラリー、世界の路地

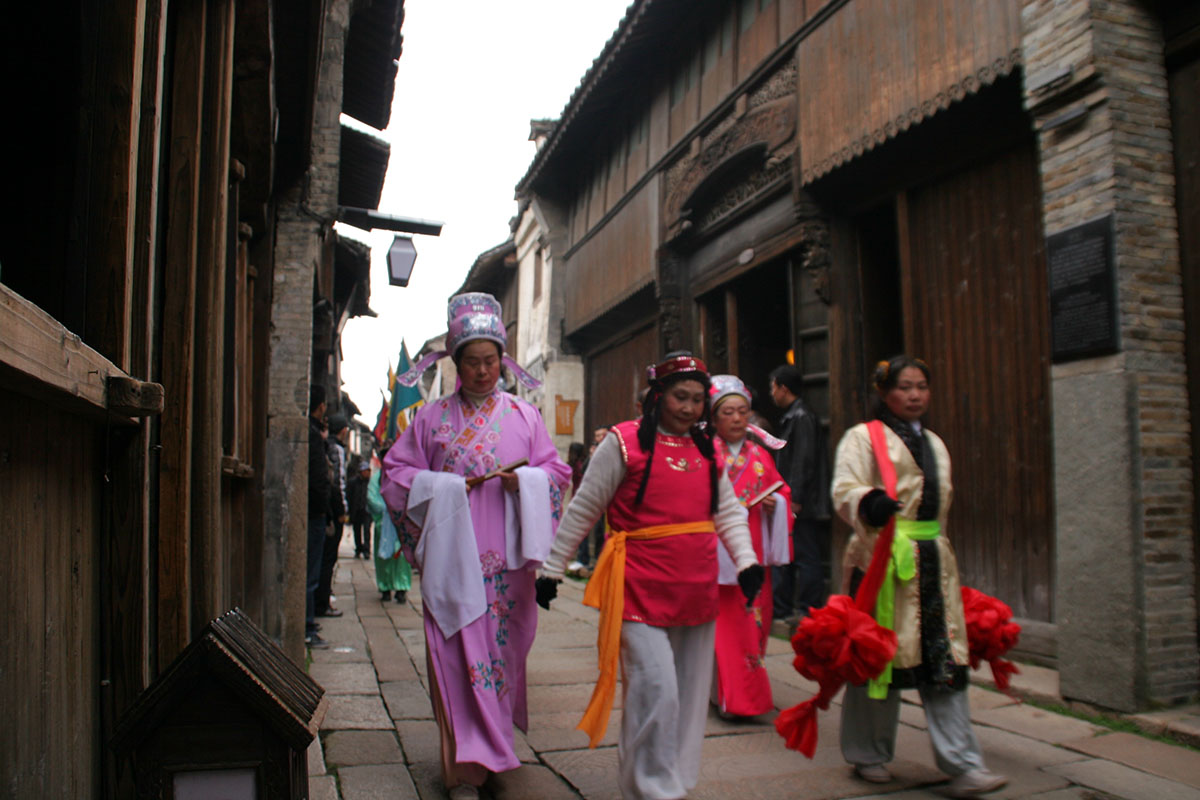
中国の路地
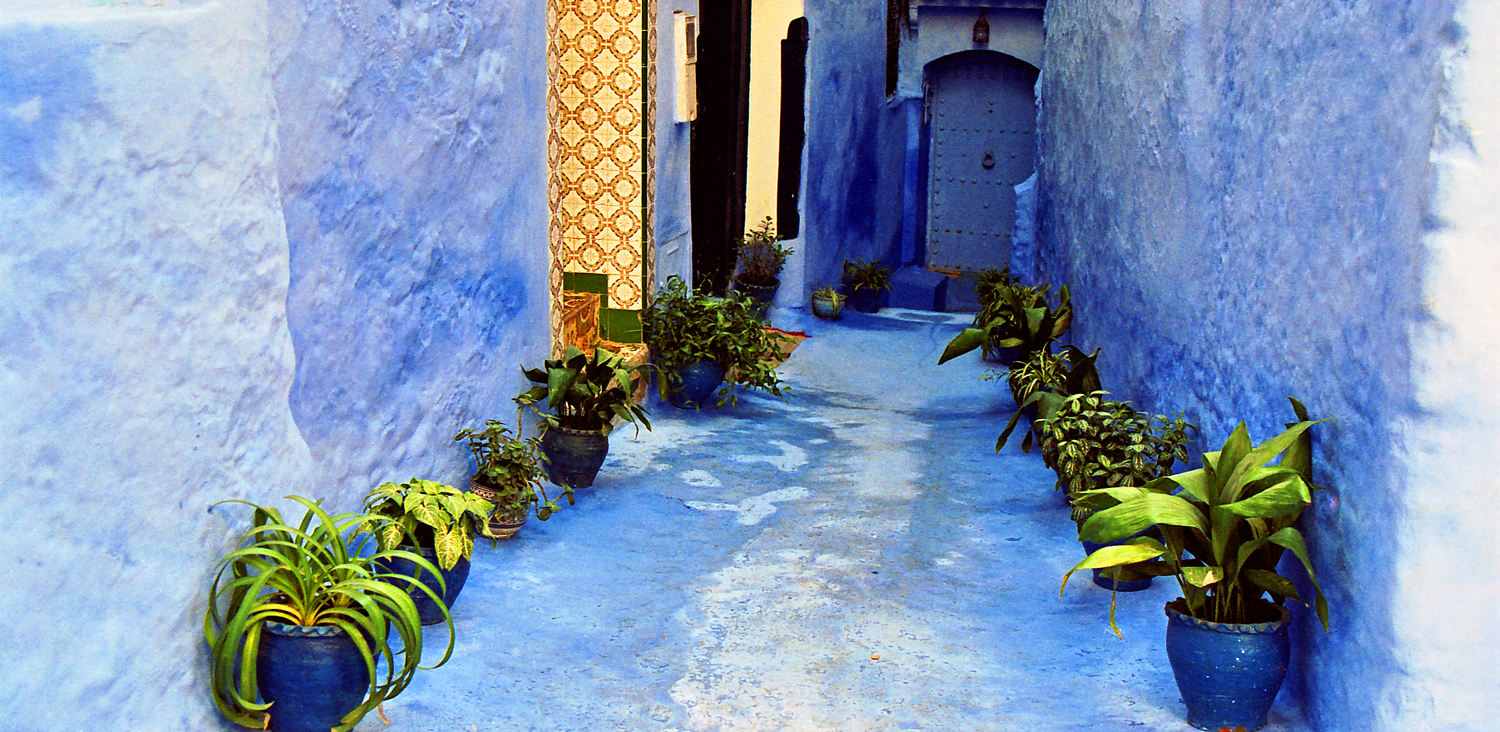
モロッコ旧市街の路地
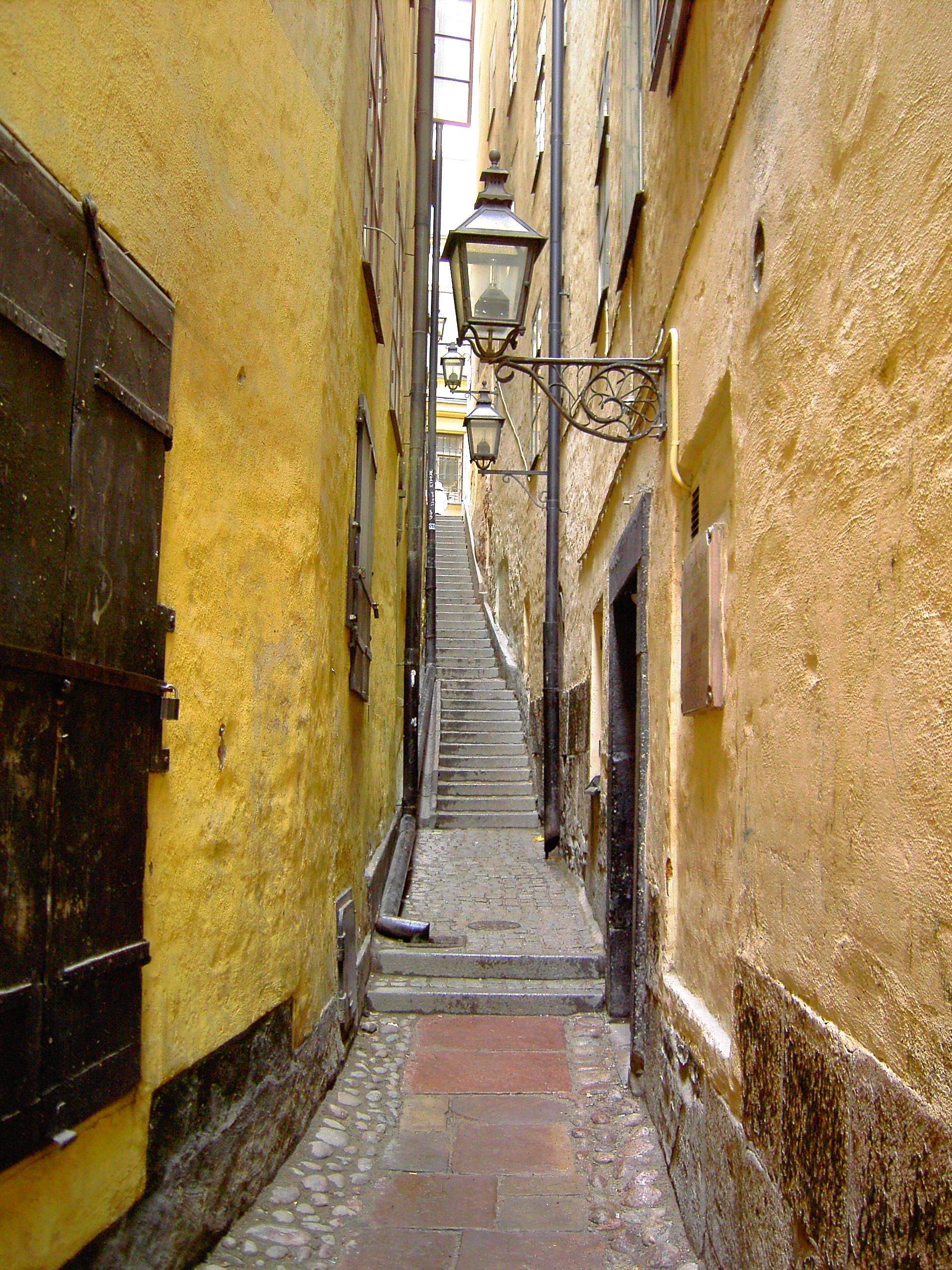
ストックホルム市街地の路地
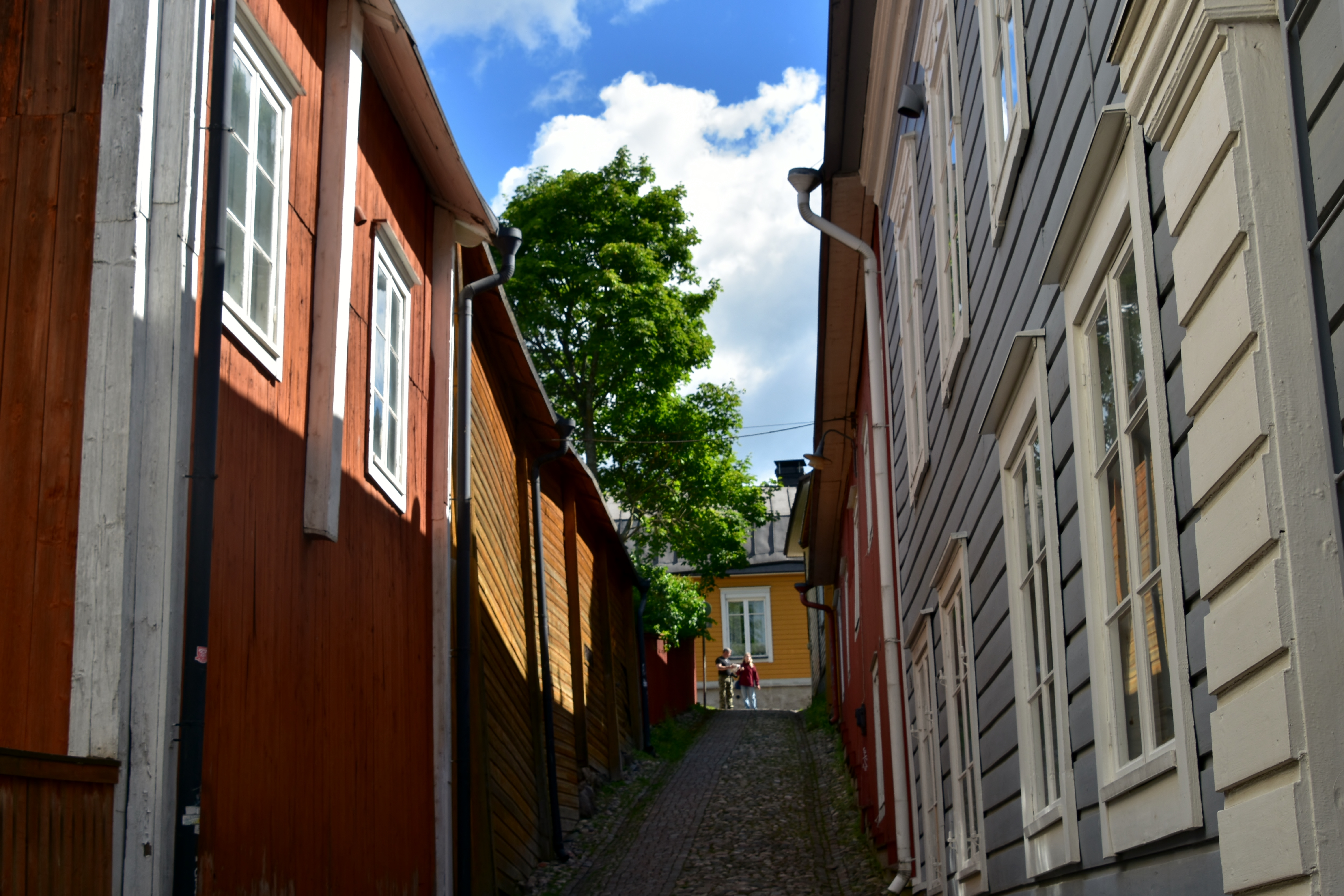
ポルヴォー旧市街の路地

## 昔の表記
かつては「露地」とも書き、もともと露地は屋根など覆うものがない土地や地面を意味し、この為、茶室に付属する庭、門内なども露地と呼ぶ。
どちらも「ろじ」と発音し、かつては路地と露地の表記が入り乱れたので意味の混乱があったが、近年は書き分けられ区別される傾向がある。
露地は京都では町屋内の庭園を、山梨県南巨摩郡をはじめ、愛知県北設楽郡や飛驒の民家では屋内の土間を、また北陸、北信、奥羽地方では民家の庭を、東北から北陸地方にかけては庭園を意味する場合がある。